# Urania – Postępy Astronomii
Urania – Postępy Astronomii – dwumiesięcznik poświęcony upowszechnianiu wiedzy astronomicznej, jedno z najstarszych polskich czasopism i jedno z najstarszych na świecie czasopism popularnonaukowych o astronomii spośród aktualnie ukazujących się (starsze m.in. od amerykańskiego „Sky & Telescope”). Tytuł powstał z połączenia się w 1998 roku „Uranii” i „Postępów Astronomii” i jest wydawany wspólnie przez PTA i PTMA. Zachowana została numeracja ciągła „Uranii”.
Siedziba redakcji mieści się w toruńskim Instytucie Astronomii UMK.

## Historia
„Urania” była miesięcznikiem Polskiego Towarzystwa Miłośników Astronomii (PTMA) i ukazywała się od 1922 roku, początkowo jako „Uranja”, zmieniając tytuł na „Urania” w 1936 roku na skutek reformy ortografii w Polsce. „Postępy Astronomii” były kwartalnikiem wydawanym przez Polskie Towarzystwo Astronomiczne (PTA) od 1953 roku.
Początkowo czasopismo drukowane było w formie czarno-białego magazynu, od początku lat 90. XX w. uzyskało w pełni kolorową okładkę (później także kolorową wkładkę wewnątrz numeru), a od 2012 roku jest w całości kolorowe. Od 2016 roku oprócz wydania papierowego ukazuje się także wydanie cyfrowe.
W roku 2014 czasopismo uzyskało w konkursie Popularyzator Nauki, organizowanym przez Polską Agencję Prasową oraz Ministerstwo Nauki i Szkolnictwa Wyższego, nagrodę specjalną za upowszechnianie wiedzy o polskiej astronomii od ponad 90 lat.
W tym samym roku odnaleziono dwa egzemplarze legendarnych numerów poprzedniczki „Uranii” z 1920 roku, noszącej ten sam tytuł, o których wcześniej wiadomo było jedynie ze wspomnień najstarszego pokolenia polskich astronomów.
Przez wiele lat czasopismo „Urania” było zatwierdzone przez Ministerstwo Oświaty do użytku szkół ogólnokształcących. Od 2014 roku jego prenumerata dla szkół jest dofinansowywana przez Ministerstwo Nauki i Szkolnictwa Wyższego.

## Zespół redakcyjny
Redaktorzy naczelni „Uranii”
1922–1925 – Felicjan Kępiński
1925–1930 – Eugeniusz Rybka
1936–1939 – Eugeniusz Rybka
1946–1949 – Jan Gadomski
1950–1955 – Stefan Piotrowski
1955–1956 – Konrad Rudnicki
1956–1957 – Adam Strzałkowski
1958 – Włodzimierz Zonn
1959–1964 – Andrzej Kajetan Wróblewski
1965–1982 – Ludwik Zajdler
1983–1997 – Krzysztof Ziołkowski
Redaktorzy naczelni „Postępów Astronomii”
1953–1977 – Stefan Piotrowski
1977–1987 – Jerzy Stodółkiewicz
1988 – Józef Smak
1989–1991 – Kolegium redakcyjne (Bożena Czerny, Joanna Mikołajewska)
1991–1992 – Kolegium redakcyjne (Bożena Czerny, Joanna Mikołajewska, Maciej Mikołajewski)
1992–1995 – Maciej Mikołajewski
1995–1997 – Andrzej Woszczyk
Redaktorzy naczelni „Uranii – Postępów Astronomii”
1998–2011 – Andrzej Woszczyk
2011–nadal – Maciej Mikołajewski